# Pholcus wangxidong
Espèce
Pholcus wangxidong est une espèce d'araignées aranéomorphes de la famille des Pholcidae.

## Distribution
Cette espèce est endémique du Hebei en Chine,.

## Description
Le mâle holotype mesure 4,59 mm et la femelle paratype 4,46 mm.

## Étymologie
Son nom d'espèce lui a été donné en référence au lieu de sa découverte, la grotte Wangxi.

## Publication originale
- Zhang & Zhu, 2009 : A new species of Pholcus (Aranei, Pholcidae) spider from a cave in Hebei province, China.'" Arthropoda Selecta, vol. 18, no 1/2, p. 81-85 (texte intégral).